# Futsal Hasselt
Futsal Hasselt, ook bekend onder de afkorting FS Hasselt, is een Belgische zaalvoetbalclub uit Hasselt.

## Historiek
Op het einde van het seizoen 2002-03 vond er een ruil in stamnummers plaats tussen KST Hasselt en Cobra Primus Koersel (CP Koersel), dat zelf twee jaar eerder verhuisd was van Brasschaat naar Koersel. CP Koersel ging onder de naam Cobra Primus Hasselt en het stamnummer 151 van Koersel in eerste klasse ging spelen. De naam werd gewijzigd in Zaalvoetbal Cobra Primus Hasselt (CP Hasselt). Op de algemene vergadering van 23 november 2005 werd de naam gewijzigd in Futsal Hasselt (FS Hasselt). In augustus 2013 werd bekend dat ramenbedrijf Gelko sponsor werd van de club. In het seizoen 2016-'17 won de club de Beker van België. Op het einde van dit seizoen werd Frank Luypaert opgevolgd als coach door Carmelo Nieddu In september 2017 volgde de overwinning in de BeNeCup tegen het Nederlandse FC Marlène.
In maart 2019 werd bekend dat voorzitter Theo Geladi zijn ontslag aanbod en moest de club op zoek naar een nieuwe sponsor. Deze werd gevonden in Mofa Construct. In mei van dat jaar werd bekend dat het ramenbedrijf van Geladi failliet werd verklaard

## Palmares
- Winnaar BeNeCup: 2017
- Winnaar Beker van België (KBVB): 2017

## Bekende (ex-)spelers
- Pietro Benetti[12]
- Anès Beslija
- Reda Samir Dahbi[12]
- Samir El Haoual[13]

- Edwin Grünholz[14]
- Antoine Mageren[15]
- Samir Makhoukhi
- Bart Michiels

- Emmanuel Nicaise[14]
- Gert Pans
- Rudi Plompen[16]
- Thijs Roukaerts